# Öfeleinsmühle

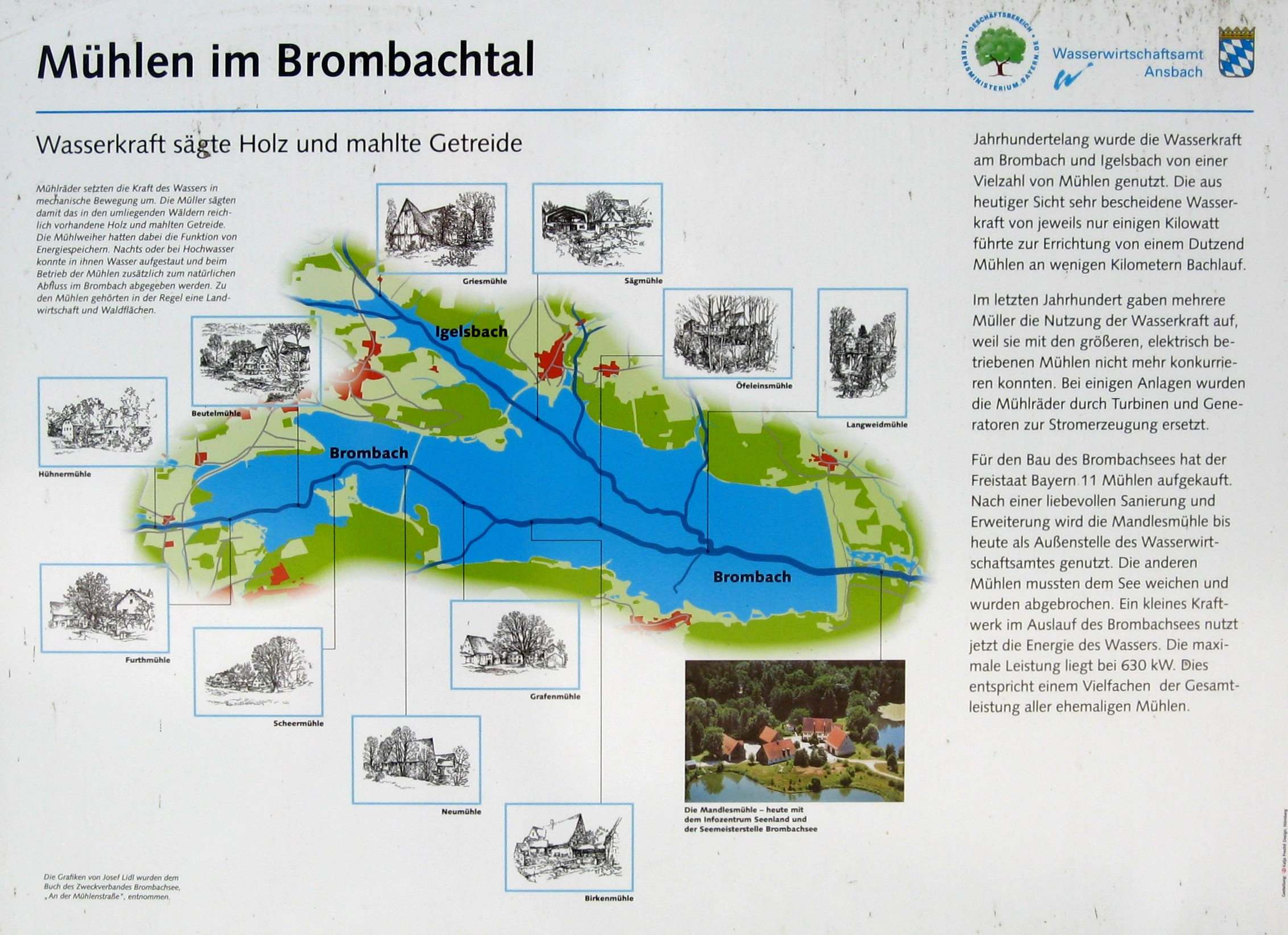
Infotafel am Nordufer des Brombachsees zu den abgegangenen Mühlen

Die Öfeleinsmühle war ein Ortsteil der ehemaligen Gemeinde Ramsberg und eine von insgesamt 14 Einöden, die im Zuge der Flutung des Igelsbachsees, des Großen Brombachsees und des Kleinen Brombachsees abgerissen wurden. Das Gebiet der Öfeleinsmühle liegt heute in der Marktgemeinde Pleinfeld im Landkreis Weißenburg-Gunzenhausen.

## Lage
Das Mühlengebäude mit dazugehörigem Bauernhof besaß einen Weiher und befand sich im Brombachtal direkt am Brombach zwischen den ebenfalls durch den Bau des Großen Brombachsees abgegangenen Anwesen Birkenmühle und Langweidmühle. An der Mühle führte eine Straße vorbei, die von Ramsberg zur Neumühle ging und dort in die Kreisstraße Gunzenhausen–Enderndorf–Spalt einmündete.

## Geschichte
Die Mühle ist erstmals 1309 genannt, als sie von Chunrat von Absperge (=Absberg) mit dem dazugehörenden Weiher (1511 „Öfeleinsweiher“) an die Deutschordenskommende Ellingen verkauft wurde. Von da ab war sie bis zum Ende des Heiligen Römischen Reichs im Besitz des Ordens, wohin der jeweilige Müller, der die Mühle als Lehen innehatte, seine Abgaben zu leisten hatte. Ein weiteres Reichnis schuldete er dem markgräflich-ansbachischen Oberamt Gunzenhausen, das die Fraisch ausübte.
Infolge des Reichsdeputationshauptschlusses und infolge der Säkularisation des Deutschen Ordens durch Napoléon Bonaparte ging die Öfeleinsmühle wie auch die Birkenmühle und die Langweidmühle 1806 mit allen Rechten an das neue Königreich Bayern über. Nunmehr gehörte sie im Landgericht/Rentamt Gunzenhausen ab 1808 dem Steuerdistrikt Absberg und ab 1811 der Ruralgemeinde Enderndorf an. Durch das Gemeindeedikt von 1818 wurden Ramsberg, Birkenmühle, Langweidmüehle und Öfeleinsmühle zur Landgemeinde Ramsberg zusammengeschlossen. Ab 1857 gehörte Ramsberg mit seinen Mühlen zum Landgericht Ellingen und zum Rentamt (und später zum Bezirksamt/Landkreis) Weißenburg.
Für 1837 erfährt man, dass die Öfeleinsmühle eine Mahl- und (getrennt stehende) Sägemühle ist, die über zwei Mahlgänge und einen Gerbgang verfügt und zu der fast 2 Tagwerk Weiher, ein kleiner Gemüsegarten, 33 Tagwerk Ackerland, 11,5 Tagwerk Wiesen und 108 Tagwerk Wald gehören. Dazu gehörte ein großer Stadel mit angebautem Wagenschupfen, ein Keller, ein Backofen, 5 Schweineställe und ein Streuschupfen, alle Gebäude gegen Feuergefahr versichert und „mit Ziegeln gedeckt und im mittlern baulichen Zustande.“ Um 1850/1870 hieß die Müllerfamilie Burkhart.
1922/24 wurde das Mahlwerk ausgebaut. 1957 erwarb die Bayerische Landessiedlung die Mühle mitsamt dem Hof aus dem Besitz der Müllerfamilie Heinrich. 1970 wurde das Mühlengebäude bei den Dreharbeiten für den Film Mathias Kneißl gezielt abgebrannt. Am Eingang des Mühlengebäudes war ein Wappen angebracht, das ein Mühleisen zeigte, durch das drei Rosen wachsen. Es war das Wappen des aus dem Nördlinger Ries stammenden Adelsgeschlechts „derer von Oefele“, die 1309 in Ramsberg nachweisbar sind.

## Einwohnerzahlen
- 1818: 8 Einwohner[7]
- 1824: 10 Einwohner, 1 Gebäude[7]
- 1856: 10 Einwohner, 1 Haus, 1 Familie[8]
- 1913: 4 Einwohner[9]
- 1950: 8 Einwohner, 1 Gebäude[7]
- 1961: 0 Einwohner („unbewohnt“)[10]